# Branko Grahovac
Branko Grahovac (in serbo Бранко Граховац?; Gradiška, 8 luglio 1983) è un ex calciatore bosniaco, di ruolo portiere.

## Carriera

### Club
È stato acquistato nel 2010 dall'Oțelul Galați.

## Palmarès

### Club

#### Competizioni nazionali
- Campionato rumeno: 1

Oțelul Galați: 2010-2011
- Supercoppa di Romania: 1

Oțelul Galați: 2011